# Джек, Джаррет
Джаррет Мэттью Джек (англ. Jarrett Matthew Jack; род. 28 октября 1983 года в Форт Вашингтоне, штат Мэриленд) — американский профессиональный баскетболист. Играл на позиции разыгрывающего и атакующего защитника. Был выбран на драфте НБА 2005 года в первом раунде под общим 22-м номером командой «Денвер Наггетс». Бывший игрок НБА Крис Дюхон приходится ему двоюродным братом.

## Студенческая карьера
После окончания средней школы играл за баскетбольную команду команду Технологического института Джорджии.
В сезоне 2002/2003 он сыграл 31 матча. В них Джаррет Джек проводил в среднем на площадке 31,7 минут, набирал в среднем 9,5 очков, делал в среднем 3,5 подбора, а также в среднем 1,6 перехвата и 0,1 блок-шота, допускал 3,4 потери, отдавал в среднем 5,9 передач.
В сезоне 2003/2004 он сыграл 38 матча. В них Джек проводил в среднем на площадке 31,2 минут, набирал в среднем 12,5 очков, делал в среднем 4,9 подбора, а также в среднем 1,9 перехвата и 0,1 блок-шота, допускал 3,1 потери, отдавал в среднем 5,6 передач. Он помог «Джорджии» выйти в финал NCAA, где его команда уступила университету Оклахомы.
В сезоне 2004/2005 он сыграл 32 матча. В них Джек проводил в среднем на площадке 34,1 минут, набирал в среднем 15,5 очков, делал в среднем 4,8 подбора, а также в среднем 1,8 перехвата и 0,1 блок-шота, допускал 3,4 потери, отдавал в среднем 4,5 передачи.

## НБА
Джаррет Джек был выбран под общим 22-м номером на драфте НБА 2005 командой «Денвер Наггетс». Затем сразу же он был обменян в «Портленд Трэйл Блэйзерс» на Линас Клейза и Рикки Санчес (соответственно 27 и 35 номера драфтов). В своем дебютном сезоне 2005/2006 Джаррет Джэк заменял на позиции разыгрывающего Стива Блэйка и Себастьяна Телфэйра. По окончании сезона Блейк и Телфэйр были обменяны в Милуоки Бакс и в Бостон соответственно. В их отсутствии Джаррет стал стартовым первым номером, его средние статистические показатели резко повысились. С возвращением разыгрывающего защитника Стива Блэйка в сезоне 2007/2008 Джек стал первым запасным (шестым игроком в ротации).
9 июля 2008 был обменян в «Индиана Пэйсерс» вместе с Брендоном Рашом и Джошом Макробертсом на Ике Диогу и Джеррида Бэйлесса.
13 июля 2009 года на правах ограниченного свободного агента подписал контракт на 4 года с «Торонто Рэпторс».
20 ноября 2010 года был обмен вместе с Дэвидом Андерсеном и Маркусом Бэнксом в Нью-Орлеан Хорнетс на Джеррида Бэйлесса и Предрага Стояковича.
6 июля 2013 года Джек подписал четырёхлетний контракт с Кливленд Кавальерс на 25 миллионов долларов.
9 июля 2014 года «Кливленд» обменял Джека, Сергея Карасёва в «Бруклин» и отправил Тайлера Зеллера и право на защищённый выбор в первом раунде Драфт НБА 2016 года в «Бостон Селтикс». «Кливленд» получил право на международных баскетболистов Илкана Карамана, Кристиана Дрейера и Эдина Бавчича. Бостон получил Маркуса Торнтона от «Бруклина». В результате обмена Кливленд избавился от зарплаты Джека.

## Тренерская карьера

### Финикс Санз (2021—2023)
7 августа 2021 года было объявлено, что Джек станет помощником главного тренера в «Финикс Санз».

## Статистика

### Статистика в НБА
| Сезон                                                                                    | Команда      | Регулярный сезон | Регулярный сезон | Регулярный сезон | Регулярный сезон | Регулярный сезон | Регулярный сезон | Регулярный сезон | Регулярный сезон | Регулярный сезон | Регулярный сезон | Регулярный сезон | Серия плей-офф | Серия плей-офф | Серия плей-офф | Серия плей-офф | Серия плей-офф | Серия плей-офф | Серия плей-офф | Серия плей-офф | Серия плей-офф | Серия плей-офф | Серия плей-офф |
| Сезон                                                                                    | Команда      | GP               | GS               | MPG              | FG%              | 3P%              | FT%              | RPG              | APG              | SPG              | BPG              | PPG              | GP             | GS             | MPG            | FG%            | 3P%            | FT%            | RPG            | APG            | SPG            | BPG            | PPG            |
| ---------------------------------------------------------------------------------------- | ------------ | ---------------- | ---------------- | ---------------- | ---------------- | ---------------- | ---------------- | ---------------- | ---------------- | ---------------- | ---------------- | ---------------- | -------------- | -------------- | -------------- | -------------- | -------------- | -------------- | -------------- | -------------- | -------------- | -------------- | -------------- |
| 2005/06                                                                                  | Портленд     | 79               | 4                | 20,2             | 44,2             | 26,3             | 80,0             | 2,0              | 2,8              | 0,5              | 0,0              | 6,7              | Не участвовал  | Не участвовал  | Не участвовал  | Не участвовал  | Не участвовал  | Не участвовал  | Не участвовал  | Не участвовал  | Не участвовал  | Не участвовал  | Не участвовал  |
| 2006/07                                                                                  | Портленд     | 79               | 79               | 33,6             | 45,4             | 35,0             | 87,1             | 2,6              | 5,3              | 1,1              | 0,1              | 12,0             | Не участвовал  | Не участвовал  | Не участвовал  | Не участвовал  | Не участвовал  | Не участвовал  | Не участвовал  | Не участвовал  | Не участвовал  | Не участвовал  | Не участвовал  |
| 2007/08                                                                                  | Портленд     | 82               | 16               | 27,2             | 43,1             | 34,2             | 86,7             | 2,9              | 3,8              | 0,7              | 0,0              | 9,9              | Не участвовал  | Не участвовал  | Не участвовал  | Не участвовал  | Не участвовал  | Не участвовал  | Не участвовал  | Не участвовал  | Не участвовал  | Не участвовал  | Не участвовал  |
| 2008/09                                                                                  | Индиана      | 82               | 53               | 33,1             | 45,3             | 35,3             | 85,2             | 3,4              | 4,1              | 1,1              | 0,2              | 13,1             | Не участвовал  | Не участвовал  | Не участвовал  | Не участвовал  | Не участвовал  | Не участвовал  | Не участвовал  | Не участвовал  | Не участвовал  | Не участвовал  | Не участвовал  |
| 2009/10                                                                                  | Торонто      | 82               | 43               | 27,4             | 48,1             | 41,2             | 84,2             | 2,7              | 5,0              | 0,7              | 0,1              | 11,4             | Не участвовал  | Не участвовал  | Не участвовал  | Не участвовал  | Не участвовал  | Не участвовал  | Не участвовал  | Не участвовал  | Не участвовал  | Не участвовал  | Не участвовал  |
| 2010/11                                                                                  | Торонто      | 13               | 13               | 26,7             | 39,3             | 16,7             | 87,0             | 3,2              | 4,5              | 1,1              | 0,0              | 10,8             | Не участвовал  | Не участвовал  | Не участвовал  | Не участвовал  | Не участвовал  | Не участвовал  | Не участвовал  | Не участвовал  | Не участвовал  | Не участвовал  | Не участвовал  |
| 2010/11                                                                                  | Нью-Орлеан   | 70               | 2                | 19,6             | 41,2             | 34,5             | 84,5             | 1,9              | 2,6              | 0,6              | 0,1              | 8,5              | 6              | 0              | 18,6           | 35,3           | 0,0            | 68,8           | 2,5            | 2,2            | 0,2            | 0,2            | 5,8            |
| 2011/12                                                                                  | Нью-Орлеан   | 45               | 39               | 34,0             | 45,6             | 34,8             | 87,2             | 3,9              | 6,3              | 0,7              | 0,2              | 15,6             | Не участвовал  | Не участвовал  | Не участвовал  | Не участвовал  | Не участвовал  | Не участвовал  | Не участвовал  | Не участвовал  | Не участвовал  | Не участвовал  | Не участвовал  |
| 2012/13                                                                                  | Голден Стэйт | 79               | 4                | 29,7             | 45,2             | 40,4             | 84,3             | 3,1              | 5,6              | 0,8              | 0,1              | 12,9             | 12             | 4              | 35,5           | 50,6           | 29,2           | 89,6           | 4,4            | 4,7            | 0,9            | 0,3            | 17,2           |
| 2013/14                                                                                  | Кливленд     | 80               | 31               | 28,2             | 41,0             | 34,1             | 83,9             | 2,8              | 4,1              | 0,7              | 0,3              | 9,5              | Не участвовал  | Не участвовал  | Не участвовал  | Не участвовал  | Не участвовал  | Не участвовал  | Не участвовал  | Не участвовал  | Не участвовал  | Не участвовал  | Не участвовал  |
| 2014/15                                                                                  | Бруклин      | 80               | 27               | 28,0             | 43,9             | 26,7             | 88,1             | 3,1              | 4,7              | 0,9              | 0,2              | 12,0             | 6              | 0              | 25,6           | 51,9           | 33,3           | 100,0          | 4,2            | 4,5            | 1,2            | 0,2            | 12,3           |
| 2015/16                                                                                  | Бруклин      | 32               | 32               | 32,1             | 39,1             | 30,4             | 89,3             | 4,3              | 7,4              | 1,1              | 0,2              | 12,8             | Не участвовал  | Не участвовал  | Не участвовал  | Не участвовал  | Не участвовал  | Не участвовал  | Не участвовал  | Не участвовал  | Не участвовал  | Не участвовал  | Не участвовал  |
| 2016/17                                                                                  | Нью-Орлеан   | 2                | 0                | 16,6             | 66,7             | 0,0              | 100,0            | 0,0              | 2,5              | 1,0              | 0,0              | 3,0              | Не участвовал  | Не участвовал  | Не участвовал  | Не участвовал  | Не участвовал  | Не участвовал  | Не участвовал  | Не участвовал  | Не участвовал  | Не участвовал  | Не участвовал  |
| 2017/18                                                                                  | Нью-Йорк     | 62               | 56               | 25,0             | 42,7             | 29,1             | 84,0             | 3,1              | 5,6              | 0,6              | 0,1              | 7,5              | Не участвовал  | Не участвовал  | Не участвовал  | Не участвовал  | Не участвовал  | Не участвовал  | Не участвовал  | Не участвовал  | Не участвовал  | Не участвовал  | Не участвовал  |
|                                                                                          | Всего        | 867              | 399              | 27,8             | 44,0             | 34,3             | 85,5             | 2,9              | 4,6              | 0,8              | 0,1              | 10,8             | 24             | 4              | 28,8           | 48,8           | 27,3           | 87,0           | 3,9            | 4,0            | 0,8            | 0,3            | 13,1           |
| Наведите курсор мыши на аббревиатуры в заголовке таблицы, чтобы прочесть их расшифровку. |              |                  |                  |                  |                  |                  |                  |                  |                  |                  |                  |                  |                |                |                |                |                |                |                |                |                |                |                |

### Статистика в Джи-Лиге
| Сезон                                                                                    | Команда             | Регулярный сезон | Регулярный сезон | Регулярный сезон | Регулярный сезон | Регулярный сезон | Регулярный сезон | Регулярный сезон | Регулярный сезон | Регулярный сезон | Регулярный сезон | Регулярный сезон | Серия плей-офф | Серия плей-офф | Серия плей-офф | Серия плей-офф | Серия плей-офф | Серия плей-офф | Серия плей-офф | Серия плей-офф | Серия плей-офф | Серия плей-офф | Серия плей-офф |
| Сезон                                                                                    | Команда             | GP               | GS               | MPG              | FG%              | 3P%              | FT%              | RPG              | APG              | SPG              | BPG              | PPG              | GP             | GS             | MPG            | FG%            | 3P%            | FT%            | RPG            | APG            | SPG            | BPG            | PPG            |
| ---------------------------------------------------------------------------------------- | ------------------- | ---------------- | ---------------- | ---------------- | ---------------- | ---------------- | ---------------- | ---------------- | ---------------- | ---------------- | ---------------- | ---------------- | -------------- | -------------- | -------------- | -------------- | -------------- | -------------- | -------------- | -------------- | -------------- | -------------- | -------------- |
| 2018/19                                                                                  | Су-Фолс Скайфорс    | 1                | 1                | 29,4             | 52,9             | 33,3             | 100,0            | 5,0              | 7,0              | 1,0              | 0,0              | 21,0             | Не участвовал  | Не участвовал  | Не участвовал  | Не участвовал  | Не участвовал  | Не участвовал  | Не участвовал  | Не участвовал  | Не участвовал  | Не участвовал  | Не участвовал  |
| 2019/20                                                                                  | Су-Фолс Скайфорс    | 25               | 20               | 24,5             | 51,7             | 29,6             | 93,8             | 3,3              | 5,0              | 0,6              | 0,2              | 15,6             | Не участвовал  | Не участвовал  | Не участвовал  | Не участвовал  | Не участвовал  | Не участвовал  | Не участвовал  | Не участвовал  | Не участвовал  | Не участвовал  | Не участвовал  |
| 2020/21                                                                                  | Джи-Лига НБА Игнайт | 15               | 4                | 24,8             | 42,4             | 35,7             | 81,8             | 3,0              | 4,2              | 0,9              | 0,1              | 8,9              | 1              | 1              | 28,7           | 40,0           | 0,0            | -              | 3,0            | 4,0            | 1,0            | 0,0            | 8,0            |
|                                                                                          | Всего               | 41               | 25               | 24,7             | 49,1             | 32,3             | 91,8             | 3,2              | 4,8              | 0,7              | 0,1              | 13,2             | 1              | 1              | 28,7           | 40,0           | 0,0            | -              | 3,0            | 4,0            | 1,0            | 0,0            | 8,0            |
| Наведите курсор мыши на аббревиатуры в заголовке таблицы, чтобы прочесть их расшифровку. |                     |                  |                  |                  |                  |                  |                  |                  |                  |                  |                  |                  |                |                |                |                |                |                |                |                |                |                |                |

### Статистика в NCAA
| Сезон | Команда      | Conf  | Class | GP  | GS  | MPG  | FG%  | 3P%  | FT%  | RPG | APG | SPG | BPG | PPG  |
| --- | ------------ | ----- | ----- | --- | --- | ---- | ---- | ---- | ---- | --- | --- | --- | --- | ---- |
| 2002/03 | Джорджия Тек | ACC   | FR    | 31  | 31  | 31,7 | 45,5 | 28,3 | 70,3 | 3,5 | 6,0 | 1,6 | 0,1 | 9,5  |
| 2003/04 | Джорджия Тек | ACC   | SO    | 38  | 38  | 31,2 | 45,6 | 31,6 | 80,2 | 4,9 | 5,6 | 1,9 | 0,1 | 12,5 |
| 2004/05 | Джорджия Тек | ACC   | JR    | 32  | 31  | 34,1 | 51,4 | 44,2 | 86,6 | 4,8 | 4,5 | 1,8 | 0,1 | 15,5 |
| Всего | Всего        | Всего | Всего | 101 | 100 | 32,3 | 47,8 | 35,9 | 79,6 | 4,5 | 5,4 | 1,8 | 0,1 | 12,5 |
| Наведите курсор мыши на аббревиатуры в заголовке таблицы, чтобы прочесть их расшифровку Статистика приведена с сайта sports-reference.com |              |       |       |     |     |      |      |      |      |     |     |     |     |      |